# بخار آب
| بخار آب H۲O(g)             | بخار آب H۲O(g)                         |
| -------------------------- | -------------------------------------- |
| بخار آب میعان شده در ابرها |                                        |
| نام سیستماتیک              | بخار آب                                |
| مایع                       | ویژگی‌های آب                            |
| شکل جامد                   | یخ                                     |
| ویژگی‌ها                    |                                        |
| فرمول شیمیایی              | H۲O                                    |
| جرم مولی                   | ۱۸٫۰۱۵۲۸(۳۳) گرم بر مول                |
| دمای ذوب                   | ۰ درجه سلسیوس (۲۷۳ کلوین)              |
| دمای میعان                 | ۰ تا ۲۷ درجه سلسیوس (۲۷۳ تا ۳۰۰ کلوین) |
| نقطه جوش                   | ۹۹٫۹۸ درجه سلسیوس (۳۷۳٫۱۳ کلوین)       |
| ثابت عمومی گازها           | ۴۶۱٫۵ ژول بر (کیلوگرم. کلوین)          |
| آنتالپی تبخیر              | ۲٫۲۷ مگا ژول بر کیلوگرم                |
| ظرفیت گرمایی در ۳۰۰ K      | ۱٫۸۶۴ کیلوژول بر (کیلوگرم. کلوین)      |

بخار آب نام آب در فاز گازی آن در آب‌کرهٔ زمین است.
هوای بدون بخار آب را هوای خشک می‌گویند. این نوع هوا در هواکره وجود ندارد، حتی در جو روی بیابان‌ها و عرض‌های بالا. هوای خشک به علاوه رطوبت را هوای مرطوب می‌گویند. تبخیر که عامل مرطوب ساختن هوای خشک است، از سطح اقیانوس‌ها و آب‌های سطحی و تعرق، منبع رطوبت هوا و ایجاد ابرها و بارندگی است. حداکثر بخار آب موجود در جوّ ۴–۳ درصد است.
بخار آب موجود در جوّ در متعادل نگاه‌داشتن درجه حرارت جوّ کره زمین نقش عمده‌ای دارد. زیرا بخار آب امواج تشعشعی با طول موج بلند را جذب می‌کند. پس اگر در جو مقدار بخار آب کم باشد، اختلاف درجه حرارت بسیار زیاد می‌شود. پس بحث در مورد متغیرهای هوای مرطوب از جمله رطوبت نسبی حائز اهمیت است.

## رطوبت
برای تبدیل یک گرم آب به بخار آب در حدود ۵۴۰ کالری حرارت لازم است به عبارت دیگر برای تبخیر ۱ کیلوگرم آب (1000 cc) معادل ۵۴۰۰۰۰ کالری انرژی لازم است که معادل ۲۲۵۶ کیلو ژول می‌باشد. این مقدار گرما از محیط اطراف جذب می‌شود. بدین جهت عمل تبخیر گرماگیر یا سرمازا است. در صورتی که در عمل میعان حرارت آزاد شده موجب ازدیاد گرمای محیط می‌شود. هر چه هوا گرمتر باشد، بخار آب بیشتری می‌تواند در هوا ذخیره شود، ولی به هر حال ذخیره بخار آب در هوا محدود است. موقعی فرا می‌رسد که اگر بخار آب وارد هوا شود، به صورت ذرات ریز آب ظاهر می‌شود. در این حالت گفته می‌شود که هوا از بخار آب اشباع شده‌است.

## متغیرهای هوای مرطوب

### رطوبت مطلق
مقدار بخار آب موجود در واحد حجم از هوا را رطوبت مطلق می‌گویند. واحد آن گرم بر متر مکعب یا میلی‌گرم در لیتر است. اگر فشار هوا p و فشار بخار آب e باشد، فشار هوای خشک (p - e) خواهد شد: (طبق قانون دالتون) برای اندازه‌گیری فشار بخار آب در ظرفی به حجم یک متر مکعب که هوای درون آن با محیط بیرون هیچگونه ارتباطی نداشته باشد، انتخاب می‌کنیم. هوای درون آن را با بارومتر اندازه می‌گیریم.
سپس مقداری اسید سولفوریک درون ظرف ریخته، دوباره فشار را اندازه می‌گیریم. تفاضل بین دو فشار اندازه‌گیری شده، فشار بخار آب است. پس خواهیم داشت:
m = av
a= m/v
d = m/m
که در آنm جرم بخار آب، m جرم هوای خشک، d چگالی بخار آب نسبت به چگالی هوای خشک و a وزن مخصوص هوا در شرایط متعارفی است.
(pv = p0v0 (1+ αt) → v0 = pv/p0 (1+ αt
(m= adv0 = ad pv/p0 (1+αt
این نکته حائز اهمیت است که درحالت کلی هوای خشک را گاز کامل در نظر می‌گیریم و از قانون عمومی گازهای کامل pv = RT استفاده می‌کنیم. وزن یک متر مکعب هوا ۱۲۹۳ گرم و چگالی بخار آب نسبت به هوا ۶۲٫۰ است. با در دست داشتن e فشار بخار آب و دمای محیط می‌توان m را پیدا کرد.

### رطوبت اشباع
اگر مقدار حداکثر بخار آب در دمای ثابتی وارد هوا شود، گویند هوا در این درجه حرارت از بخار آب اشباع شده و دارای رطوبت اشباع می‌باشد: فشار یا کشش بخار آب را در این حالت فشار بخار اشباع شده در درجه حرارت مزبور می‌نامند.

### رطوبت نسبی
بنا به تعریف، رطوبت بت نسبی، نسبت رطوبت مطلق در دمای t به رطوبت اشباع در همان دما می‌نامند. به عبارت دیگر نسبت بخار آب موجود در حجم معینی از هوا در دمای t به وزن بیشینه بخار آبی که می‌تواند در همین حجم در دمای t داشته باشد را رطوبت نسبی می‌گویند.

### فشار بخار آب
جو مخلوطی از گازهایی است که هر یک دارای فشار جزئی می‌باشند. فشار هوا در هر نقطه برابر مجموع فشارهای جزئی وارده از طرف هر گاز به انضمام بخار آب است. مقدار بخار آب موجود در هوا با مکان و زمان تغییر می‌کند. هرگاه فشار بالای سطح آب (یا زمین) در زمان معین و در دمای معین به صورت اشباع در آید، فشار جزئی بخار آب در آن زمان و دما را فشار اشباع گویند.
چنانچه هوا گرمتر شود موجب تبخیر مولکولهای بیشتری می‌شود تا آنکه فضای بالایی سطح آب (زمین) به حالت اشباع در می‌آید؛ بنابراین فشار بخار جزئی آب به دما بستگی دارد و با افزایش دما، فشار بخار اشباع نیز افزایش می‌یابد. هر چه دما کمتر باشد، مقدار بخار آب لازم برای رسیدن به مرحله اشباع کمتر است.

### نقطه شبنم
اگر دمای هوا به درجه‌ای برسد که در آن هوای مفروض صد در صد از بخار آب اشباع گردد (فشار ثابت)، چنین درجه‌ای به نقطه شبنم موسوم است. برای اندازه‌گیری ابتدایی نقطه شبنم در یک ظرف که جداره خارجی آن کاملاً صیقلی باشد، اختیار کرده و مخلوط آب و یخ در آن قرار می‌دهیم. هرگاه روی جدار خارجی ظرف که با هوای مورد نظر در تماس است، به تدریج ذرات بخار آب به صورت مایع (شبنم) پیدا شود، دمای آب را بوسیله دماسنج تعیین می‌کنیم این دما درجه اشباع یا نقطه شبنم است.

## تغییرات رطوبت نسبی
تغییرات شبانه‌روزی رطوبت نسبی برعکس تغییرات شبانه‌روزی درجه حرارت است. بیشینه آن کمی قبل از طلوع آفتاب و کمینه آن در حدود ساعت ۲ بعد از ظهر است. تغییرات سالانه رطوبت نسبی منظم نیست و نسبت به موقعیت منطقه تغییر می‌کند. رطوبت نسبی نسبت به ارتفاع نیز کاملاً نامنظم است و نمی‌توان قاعده خاصی برای آن بیان کرد. به گونه‌ای که ممکن است در اطراف یک ابر رطوبت نسبی صد در صد باشد و در فاصله کمی از آن خیلی کمتر از این مقدار باشد.

## تبخیر: تبدیل آب از مایع به بخار
تبخیر پدیده‌ای است که آب از مایع به بخار تبدیل می‌شود. تبخیر اولین راه بازگشت آب مایع به چرخه آب به شکل بخار آب در اتمسفر است. مطالعات نشان داده‌است که تبخیر از اقیانوس‌ها، دریاها، دریاچه‌ها و رودخانه‌ها نزدیک به ۹۰ درصد رطوبت اتمسفر زمین را تشکیل می‌دهند و ۱۰ درصد باقی‌مانده از تعرق گیاهان است.
برای انجام تبخیر به (انرژی) به صورت گرما نیاز است. برای شکسته شدن پیوندهای بین مولکولی در آب نیاز به صرف (انرژی) است، بنابراین دلیل تبخیر آسان آب در دمای ۱۰۰ درجه سلسیوس و تبخیر بسیار کم در دمای انجماد پایین بودن انرژی گرمایی است. وقتی که رطوبت نسبی هوا ۱۰۰ درصد است که به آن وضعیت اشباع می‌گویند، تبخیر دیگر متوقف می‌شود. فرایند تبخیر گرما را از محیط اطراف کسب می‌کند و به همین دلیل است که هنگام تبخیر از روی پوست، خنکی احساس می‌شود.